# Boschi xerofili dei monti afghani centrali
I boschi xerofili dei monti afghani centrali sono un'ecoregione dell'ecozona paleartica, definita dal WWF, che ricopre parte dell'Afghanistan sud-orientale (codice ecoregione: PA1309).

## Territorio
Visitando oggi questa ecoregione, si vedrebbero per lo più distese di arbusti secchi dove una volta vi erano vere e proprie foreste. Varie attività antropiche hanno portato al degrado di questa regione, che forma una zona di transizione tra il deserto meridionale alle quote più basse e le spoglie distese che ricoprono le pendici superiori delle montagne dell'Afghanistan. Tuttavia le aree protette e le sacche di habitat incontaminato offrono ancora l'opportunità di osservare la biodiversità per cui questa ecoregione è nota: alberi di pistacchio, gatti della giungla, cinghiali, gru rare e altro ancora.

## Flora
Le piogge dei monsoni indiani si spingono fino alle montagne dell'Afghanistan centrale e forniscono acqua per un'intera varietà di specie vegetali. Le steppe arbustive formano una fascia di transizione tra i deserti meridionali alle quote più basse e le foreste di latifoglie alle quote più elevate. Ad altitudini più elevate, dove le precipitazioni sono maggiori, è possibile trovare boschi di pistacchio.

## Fauna
L'ecoregione ospita una grande varietà di mammiferi, uccelli e anfibi. Il pika afghano (un animale simile a un coniglio), la lepre del Capo e il citello giallo sono molto diffusi, e qui si trovano anche gatti della giungla, cinghiali e gazzelle gozzute. L'endemica Afghanodon mustersi è l'unica salamandra dell'Afghanistan e si incontra nei torrenti ad altitudini più elevate. Nel santuario degli uccelli acquatici di Ab-I-Estada è possibile osservare fenicotteri maggiori, cavalieri d'Italia e corrieri di Leschenault. La riserva costituisce anche un importante luogo di sosta per la rara gru siberiana.

## Popolazione
L'ecoregione dei boschi xerofili dei monti afghani centrali è abitata da popolazioni prevalentemente rurali, spesso distribuite in piccoli villaggi o insediamenti isolati nelle valli e sui pendii più accessibili. Gli abitanti appartengono in larga parte ai gruppi etnici pashtun, hazara, tagiki e, localmente, a minoranze uzbeke e turkmene. Le condizioni di vita sono segnate dall'aridità del territorio, dalla scarsità di risorse idriche e dalla difficoltà di accesso ai servizi essenziali, fattori che contribuiscono a una bassa densità abitativa.
L'economia locale si basa principalmente sull'agricoltura di sussistenza e sulla pastorizia di ovini e caprini, praticata soprattutto nelle zone collinari e montane dove le condizioni lo consentono. Nei fondovalle, laddove possibile, vengono coltivati cereali, legumi e ortaggi grazie a tecniche di irrigazione tradizionali. Il taglio degli alberi per la produzione di legna da ardere e materiale da costruzione rappresenta una delle principali fonti di reddito, ma anche una delle maggiori cause di degrado ambientale, mentre il sovrapascolo contribuisce all'erosione del suolo e alla frammentazione degli habitat naturali.
Negli ultimi decenni, l'instabilità politica, i conflitti armati e l'insicurezza diffusa hanno accentuato le difficoltà economiche e sociali delle popolazioni locali, favorendo fenomeni di spopolamento e di migrazione verso le aree urbane o all'estero. In molte comunità, le condizioni di vita sono rese ancora più precarie dalla scarsità di infrastrutture, dalla mancanza di servizi sanitari e scolastici e dalla vulnerabilità ai cambiamenti climatici. Nonostante queste difficoltà, la popolazione locale conserva ancora conoscenze tradizionali legate alla gestione delle risorse naturali, all'agricoltura e alla pastorizia in ambiente montano.

## Conservazione

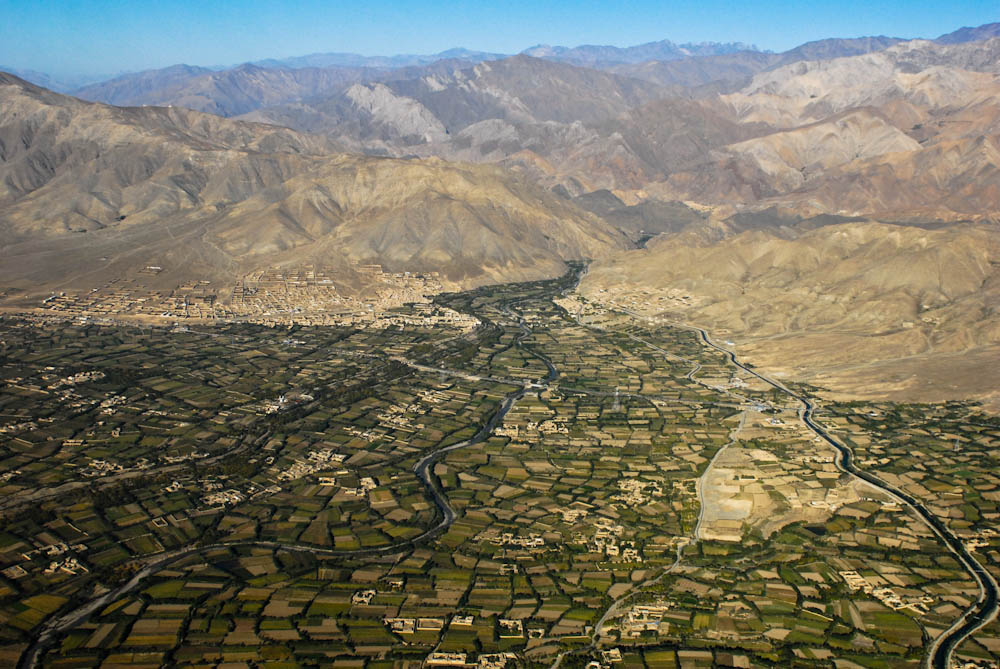
Veduta aerea di Charikar

La maggior parte delle foreste che un tempo coprivano gran parte dell'Afghanistan sono oggi gravemente degradate. Gli alberi vengono costantemente tagliati per ricavare materiale da costruzione e legna da ardere. La coltivazione e il pascolo hanno provocato una grave erosione del suolo. E la guerra che ormai sta devastando la regione da molti anni sta seriamente minacciando la biodiversità: i suoi effetti sull'ambiente naturale, tuttavia, non sono ancora noti. Anche la caccia ai danni della fauna selvatica, gru siberiane incluse, costituisce materia di grande preoccupazione.